# Torup (Dania)
Torup – miasto w Danii, w regionie Stołecznym, w gminie Halsnæs.